# Perrhèbes
Les Perrhèbes ou Perrhœbes sont une peuplade présumée pélasgique de Thessalie et de l'ile d'Eubée, en Grèce.

## Sources antiques
Selon Simonide de Céos, les Perrhœbes seraient des descendants des Pélasges.
Selon Strabon, ils habitaient sur les bords du fleuve Pénée, depuis l'embouchure du fleuve jusqu'à Gyrtón. Les Lapithes les affaiblirent à la suite de nombreuses guerres et les forcèrent à reculer vers l'intérieur des terres. Ils partirent se réfugier sur le mont Olympe, pour fonder Eurotas et Titarésius, petits états dont les villes principales sont Cyphos et Dodone. Toujours d'après Strabon, les Lapithes occupèrent les plaines. Ils chassèrent également les habitants de la ville d'Histiée et de la région avoisinante d'Histiéotide.
Scymnos de Chio, contredit par Strabon, attribue aux Perrhœbes la fondation de la ville d'Histiée, en Eubée, où ils fondèrent une colonie.